# 유엔 옵서번스
유엔 옵서번스(영어: United Nations Observances)는 유엔이 특정한 날짜 등을 기념하기 위해 제정하는 활동을 말한다. 국제일(International Days), 국제주간(International Weeks), 국제십년(International Decades), 국제년(International Years) 등으로 나뉘어 있다.